# Pescennina laselva
Espèce
Pescennina laselva est une espèce d'araignées aranéomorphes de la famille des Oonopidae.

## Distribution
Cette espèce se rencontre au Panamá et au Costa Rica.

## Description
Le mâle holotype mesure 1,46 mm et la femelle 1,59 mm.

## Étymologie
Cette espèce est nommée en référence au lieu de sa découverte, la Estación Biológica La Selva.

## Publication originale
- Platnick & Dupérré, 2011 : The goblin spider genus Pescennina (Araneae, Oonopidae). American Museum novitates, no 3716, p. 1-64 (texte intégral).